# Nanonycteris veldkampii
Il pipistrello della frutta dalle spalline nano di Veldkamp (Nanonycteris veldkampii Jentink, 1888) è un pipistrello appartenente alla famiglia degli Pteropodidi, unica specie del genere Nanonycteris (Matschie, 1899), endemico dell'Africa centrale.

## Descrizione

### Dimensioni
Pipistrello di medie dimensioni, con la lunghezza della testa e del corpo tra 69 e 87 mm, la lunghezza dell'avambraccio tra 460e 54 mm, la lunghezza del piede tra 12 e 16 mm, la lunghezza delle orecchie tra 14 e 18 mm, un'apertura alare fino a 37,8 cm e un peso fino a 36 g.

### Caratteristiche craniche e dentarie
Il cranio è delicato, con una scatola cranica arrotondata e leggermente deflessa, un rostro relativamente corto e sottile, le arcate zigomatiche poco sviluppate e il palato molto corto che si allarga notevolmente dopo i denti masticatori. La dentatura è delicata. Sono presenti 4 creste palatali ben sviluppate e 8-9 sottili e divise in due.
Sono caratterizzati dalla seguente formula dentaria:

### Aspetto
La pelliccia è corta, densa e soffice. Le parti superiori possono essere marroni, bruno-rossastre, bruno-grigiastre o marroni chiare, mentre le parti ventrali sono più chiare. Nei maschi sono presenti delle spalline formate da lunghi peli biancastri. Il muso è corto, sottile e affusolato, le labbra sono leggermente estensibili, gli occhi sono grandi con l'iride bruno-giallastra. Le orecchie sono marroni scure, strette, prive di peli e con delle macchie bianche alla base anteriore e posteriore. La coda è rudimentale o assente, l'uropatagio è ridotto ad una membrana lungo la parte interna degli arti inferiori. Il calcar è corto.

## Biologia

### Comportamento
Probabilmente si rifugia nelle cavità degli alberi, talvolta prodotte da uccelli come i picchi. Sembra avere caratteristiche migratorie, spostandosi tra le foreste e le savane.

### Alimentazione
Si nutre di fiori di specie di Kigelia, Baobab africano, Kapok, Parinari polyandra, Eperua falcata, Mucuna flagellipes, Parkia clappertoniana, Parkia roxburghii, Protea ellioti e frutti di Papaya, Guava, Vitellaria parkii e Ficus umbellata.

### Riproduzione
La stagione riproduttiva è sincronizzata con l'avvento delle piogge, tra maggio e giugno. Danno alla luce un piccolo alla volta.

## Distribuzione e habitat
Questa specie è diffusa in Guinea, Sierra Leone, Liberia, Costa d'Avorio, Ghana, Togo, Benin, Nigeria, Camerun, Repubblica Centrafricana occidentale.
Vive nelle foreste pluviali di pianura ed anche nelle savane umide e nelle savane alberate secche fino a 1.200 metri di altitudine.

## Conservazione
La IUCN Red List, considerato il vasto areale, la popolazione numerosa e l'adattamento a qualsiasi habitat degradato, classifica N. veldkampii come specie a rischio minimo (Least Concern)).